# Silvia Tortosa
Silvia Tortosa, née le 8 mars 1947 à Barcelone où elle meurt le 23 mars 2024, est une actrice, chanteuse et présentatrice espagnole.

## Biographie
Silvia Eulalia Tortosa López fait ses études à l'institut de théâtre de Barcelone, avant de travailler pour Radiotelevisión Española.
Au théâtre, elle joue dans de nombreuses pièces du répertoire espagnol, signées d'Osvaldo Dragún, Rafael Alberti,  Antonio Gala, Josep Maria de Sagarra, Jaime Salom, ainsi que dans l'adaptation au théâtre du roman Tirano Banderas en 1974.
Au cinéma, ses débuts sont surtout marqués par des réalisations d'Eugenio Martín.
En 2007, elle publie ses mémoires, intitulés Mi vida oculta. En 2011, elle incarne Carmen Cervera dans une mini-série de Telecinco. Sur internet, elle anime un site de cuisine, En casa contigo.
Silvia Tortosa meurt d'un cancer du foie le 23 mars 2024 à Barcelone, à l’âge de 77 ans.

## Filmographie sélective

### Cinéma
- 1972 : Terreur dans le Shanghaï express :  comtesse Irina Petrovski
- 1973 : La chica del Molino Rojo : Gina
- 1977 : Asignatura pendiente : Ana
- 1978 : Réquiem por un empleado : Pilar
- 1989 : La bahía esmeralda de Jesús Franco : Linda Wilson
- 1997 : Bomba de relojería de Ramón Grau : Dolores

### Télévision
- 1978-1981 : Aplauso (présentation)
- 1980 : Les Chevaux du soleil : Marguerite
- 1982 : Historias para no dormir  (saison 3, épisode 1, Freddy) : Luisa Furneaux
- 1986 : Régimen abierto (série télévisée) : Natalia
- 1992 : Farmacia de guardia (saison 2, épisode 1, Música mientras trabaja) : Emmanuela de la Riva
- 2004 : Hospital Central (saison 8, épisode 7, Suma de vectores) : Agatha Lorenzo
- 2011 : Tita Cervera. La baronesa (mini-série) : Tita 4
- 2016-2017 : Centro médico : Maite
- 2018 : Arde Madrid (épisode 2, I love mojama) : Julia